# Sophronia marginella
Sophronia marginella is een vlinder uit de familie tastermotten (Gelechiidae). De wetenschappelijke naam is voor het eerst geldig gepubliceerd in 1936 door Toll.
De soort komt voor in Europa.